# T-commerce
T-commerce is de naam die gebruikt wordt voor het aankopen van producten en diensten via een TV. Door gebruik te maken van de afstandsbediening kan je dingen bestellen.  T-commerce lijkt dus op E-commerce, maar dan via een televisietoestel.  Het is echter alleen mogelijk met interactieve digitale TV, niet met analoge TV's.